# Sant Grau d'Entreperes
Sant Grau d'Entreperes, antigament Santa Maria d'Entreperes, és una església romànica al municipi de Sales de Llierca (Garrotxa) catalogada a l'Inventari del Patrimoni Arquitectònic de Catalunya. La referència documental més antiga fins ara coneguda de l'església de Sant Grau data de l'any 1265, on apareix esmentada com "Sancte Marie de Intraperiis", denominació que es repeteix el 1362. En temps del bisbe de Girona, Josep de Taverner i d'Ardena, el temple era un sufragani de la parròquia de Santa Cecília de Sadernes.

## Arquitectura
Sant Grau d'Entreperes és una construcció amb característiques pròpies del segle xii, parcialment modificada per afegits de centúries posteriors. Es constitueix per una sola nau que, possiblement al segle xvii o XVIII, fou sobrealçada i allargada pel costat de ponent. En aquest costat s'obrí la porta d'entrada, protegida per un porxo, i s'hi bastí un campanar de torre, amb obertures i teulat a quatre vessants. L'absis semicircular està orientat a llevant i presenta una finestra cega, un fris sostingut per mènsules i una cornisa.
La primitiva porta d'accés a Sant Grau d'Entreperes estava situada seguint la tònica general de les esglesioles de l'Alta Garrotxa, al costat de migdia. Està formada per tres arcs en degradació recolzats sobre brancals rectangulars. Segurament entrà en desús i fou cegada en el decurs dels segles xvii o XVIII amb la construcció d'una nova al costat de ponent, protegida per una àmplia porxada.
La pica romànica conservada a l'interior té un diàmetre de 68 cm i una alçada de 84 cm. Arran d'una visita realitzada pel bisbe de Girona, Josep de Taverner i d'Ardena, l'any 1722, moment en què l'església conservava el seu caràcter parroquial, es va decretar que en el termini d'un any, les piques baptismals s'havien de posar en l'ordre que antigament tenien.